# Grantley Goulding

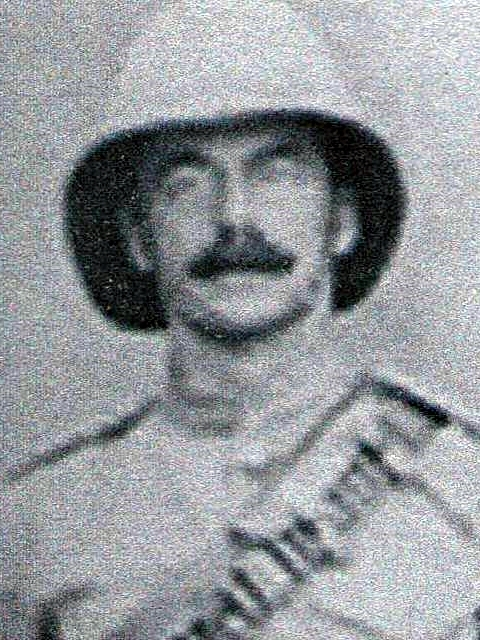
Grantley Goulding

Grantley Goulding (* 23. März 1874 in Gloucester; † 29. Juli 1947 in Umkomaas, Südafrika) war Leichtathlet und Teilnehmer an den ersten Olympischen Sommerspielen 1896 in Athen. Er trat an für das Vereinigte Königreich von Großbritannien und Irland und qualifizierte sich im 110-Meter-Hürdenlauf bei dem Ausscheidungsrennen am 26. Märzjul. / 7. April 1896greg. mit einem ersten Platz mit einer Zeit von 18,4 Sekunden für das Finale. Dort belegte er am 29. Märzjul. / 10. April 1896greg. mit einer Zeit von 17,7 Sekunden hinter dem US-Amerikaner Thomas Curtis den zweiten Platz. Bei diesem Finale traten insgesamt nur zwei Teilnehmer an.
Grantley Goulding war auch für den 400-Meter-Lauf gemeldet, trat jedoch dort nicht an.